# Декальб (округ, Індіана)
Шаблон:StateAbbr_ 41°22′01″ пн. ш. 85°03′32″ зх. д. / 41.366944° пн. ш. 85.058889° зх. д.
Округ  Декальб (англ. DeKalb County) — округ (графство) у штаті  Індіана, США. Ідентифікатор округу 18033.

## Історія
Округ утворений 1837 року.

## Демографія
За даними перепису 
2000 року 
загальне населення округу становило 40285 осіб, зокрема міського населення було 23325, а сільського — 16960.
Серед мешканців округу чоловіків було 20059, а жінок — 20226. В окрузі було 15134 домогосподарства, 10915 родин, які мешкали в 16144 будинках.
Середній розмір родини становив 3,11.
Віковий розподіл населення поданий у таблиці:
| Стать    | До 15 років | 15-21 | 22-29 | 30-39 | 40-49 | 50-65 | 65-85 | Понад 85 |
| -------- | ----------- | ----- | ----- | ----- | ----- | ----- | ----- | -------- |
| Чоловіки | 4901        | 1953  | 2143  | 3177  | 3140  | 2870  | 1696  | 179      |
| Жінки    | 4560        | 1862  | 2067  | 2988  | 3109  | 2928  | 2298  | 414      |

## Суміжні округи
- Стойбен — північ
- Вільямс, Огайо — північний схід
- Дефаєнс, Огайо — південний схід
- Аллен — південь
- Нобл — захід
- Лаграндж — північний захід

## Виноски
1. ↑  U.S. Decennial Census. United States Census Bureau. Архів оригіналу за 12 травня 2015. Процитовано 10 липня 2014.
2. ↑  Historical Census Browser. University of Virginia Library. Архів оригіналу за 11 серпня 2012. Процитовано 10 липня 2014.
3. ↑  Population of Counties by Decennial Census: 1900 to 1990. United States Census Bureau. Архів оригіналу за 4 жовтня 2014. Процитовано 10 липня 2014.
4. ↑  Census 2000 PHC-T-4. Ranking Tables for Counties: 1990 and 2000 (PDF). United States Census Bureau. Архів оригіналу (PDF) за 18 грудня 2014. Процитовано 10 липня 2014.
5. ↑  DeKalb County QuickFacts. Бюро перепису населення США. Архів оригіналу за 9 липня 2011. Процитовано 17 вересня 2011.(англ.) Наведено за англійською вікіпедією.
6. ↑  American FactFinder. Бюро перепису населення США. Архів оригіналу за 21 травня 2008. Процитовано 31 січня 2008.

| США | Це незавершена стаття з географії США. Ви можете допомогти проєкту, виправивши або дописавши її. |